# Acropogon schistophilus
Acropogon schistophilus är en malvaväxtart som beskrevs av Philippe Morat och Chalopin. Acropogon schistophilus ingår i släktet Acropogon och familjen malvaväxter. Inga underarter finns listade i Catalogue of Life.